# Delphinium pedatisectum
Delphinium pedatisectum är en ranunkelväxtart. Delphinium pedatisectum ingår i släktet storriddarsporrar, och familjen ranunkelväxter.

## Underarter
Arten delas in i följande underarter:
- D. p. ehrenbergii
- D. p. pedatisectum